# Lill-Vanstjärnen
Lill-Vanstjärnen är en sjö i Ockelbo kommun i Gästrikland och ingår i Hamrångeåns huvudavrinningsområde. Sjön är 5,4 meter djup, har en yta på 0,0984 kvadratkilometer och är belägen 92 meter över havet. Sjön avvattnas av vattendraget Nimbäcken.

## Delavrinningsområde
Lill-Vanstjärnen ingår i det delavrinningsområde (675334-155688) som SMHI kallar för Mynnar i Sågtjärnen. Medelhöjden är 94 meter över havet och ytan är 4,73 kvadratkilometer. Det finns inga avrinningsområden uppströms utan avrinningsområdet är högsta punkten. Nimbäcken som avvattnar avrinningsområdet har biflödesordning 3, vilket innebär att vattnet flödar genom totalt 3 vattendrag innan det når havet efter 29 kilometer. Avrinningsområdet består mestadels av skog (86 procent). Avrinningsområdet har 0,29 kvadratkilometer vattenytor vilket ger det en sjöprocent på 6 procent.